# Legrandyt
Legrandyt – rzadki minerał, będący wtórnym arsenianem cynku.
Nazwa została nadana w 1932 roku i upamiętnia belgijskiego inżyniera górnictwa i kolekcjonera minerałów Louisa C.A. Legranda (1861-1920).

## Właściwości
Krystalizuje w układzie jednoskośnym. Wykształca zwykle wydłużone, pryzmatyczne lub masywne promieniująco-pryzmatyczne kryształy.  Spotykany w agregatach. Jest minerałem kruchym, przezroczystym lub półprzezroczystym. Posiada zazwyczaj szklisty połysk i biała rysę.   Zabarwienie pochodzi głównie od jonu arsenianowego. Najczęściej w odcieniach żółtym lub pomarańczowym. Rzadko szlifowany, jeżeli już to  fasetkowo. 

## Występowanie
Rzadki minerał wtórny występujący w utlenionych strefach złóż zawierających arsen i cynk. Spotykany też rzadko w pegmatytach granitowych. Towarzyszą mu sfaleryt, piryt, syderyt, adamin, smithsonit, limonit, willemit, goethyt. 

## Miejsce występowania

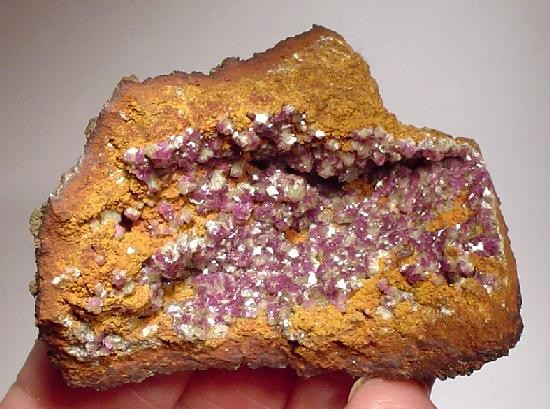
w towarzystwie różowego adaminu z Meksyku

Jego typową lokalizacją jest kopalnia Flor de Peña w Meksyku. Wysokiej jakości okazy pochodzą również z kopalni Ojuela, gdzie występuje w towarzystwie zielonego adaminu. W większych ilościach występuje też w Grecji, Niemczech i Japonii. Stwierdzony również w Stanach Zjednoczonych (New Jersey), Australii, Brazylii, Namibii (Tsumeb) oraz Zimbabwe. 